# Håtjärnen (Svegs socken, Härjedalen)
Håtjärnen är en sjö i Härjedalens kommun i Härjedalen och ingår i Ljusnans huvudavrinningsområde.